# Zarflahn District
Zarflahn District är ett distrikt i Liberia.   Det ligger i regionen River Cess County, i den centrala delen av landet, 160 km sydost om huvudstaden Monrovia.